# Como una ola (canción)
Como una ola es una canción compuesta por Pablo Herrero y José Luis Armenteros y que abre el álbum homónimo de Rocío Jurado.

## Descripción
El tema describe un amor pasional y desgarrador que, sin embargo, en último término resulta no ser correspondido con la misma intensidad provocando el desengaño y la ilusión.

## Repercusión
Alcanzó el número 1 del programa de radiofórmula Los 40 Principales la semana del 6 de marzo de 1982.

## Versiones
En 2016, con motivo del décimo aniversario del fallecimiento de la intérprete, la canción fue grabada de nuevo con las voces de varios artistas, entre ellos, Rosa López, Los Panchos, Falete y La Bien Querida.
Además fue interpretado por Francisco en el talent show de Antena 3 Tu cara me suena (2011).

## En la cultura popular
La canción es mencionada en el libro recopilatorio de artículos de Arturo Pérez Reverte No me cogereis vivo (2005).
Fue versionada por Roko para la serie de televisión Vive cantando (2013).